# Lobophora halterata
Lobophora halterata là một loài bướm đêm thuộc họ Geometridae. Loài này được tìm thấy ở châu Âu.

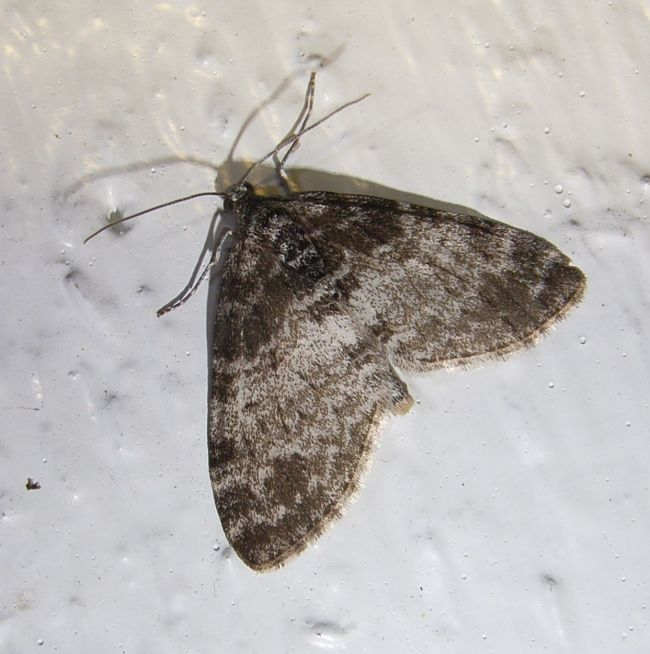

Sải cánh dài 20–25 mm. Chiều dài cánh trước là 12–15 mm. Con trưởng thành bay từ tháng 5 đến tháng 6. .
Ấu trùng ăn dương và dương.

## Hình ảnh

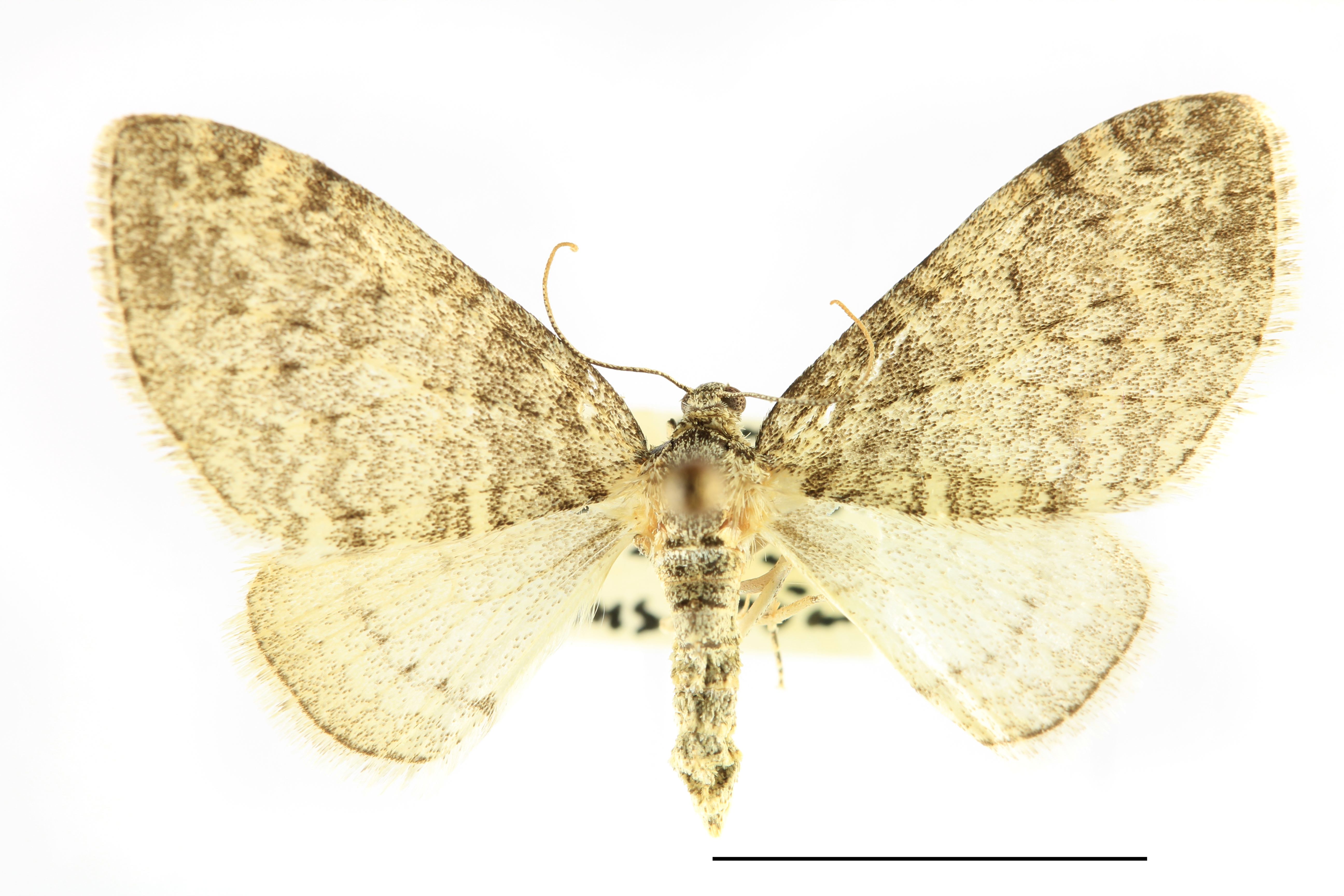
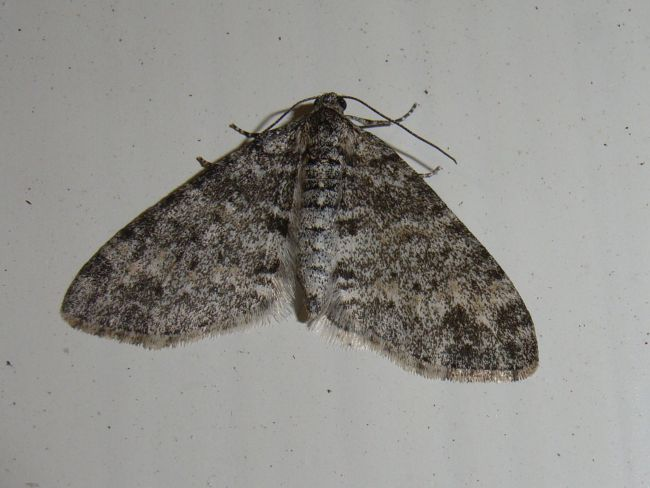
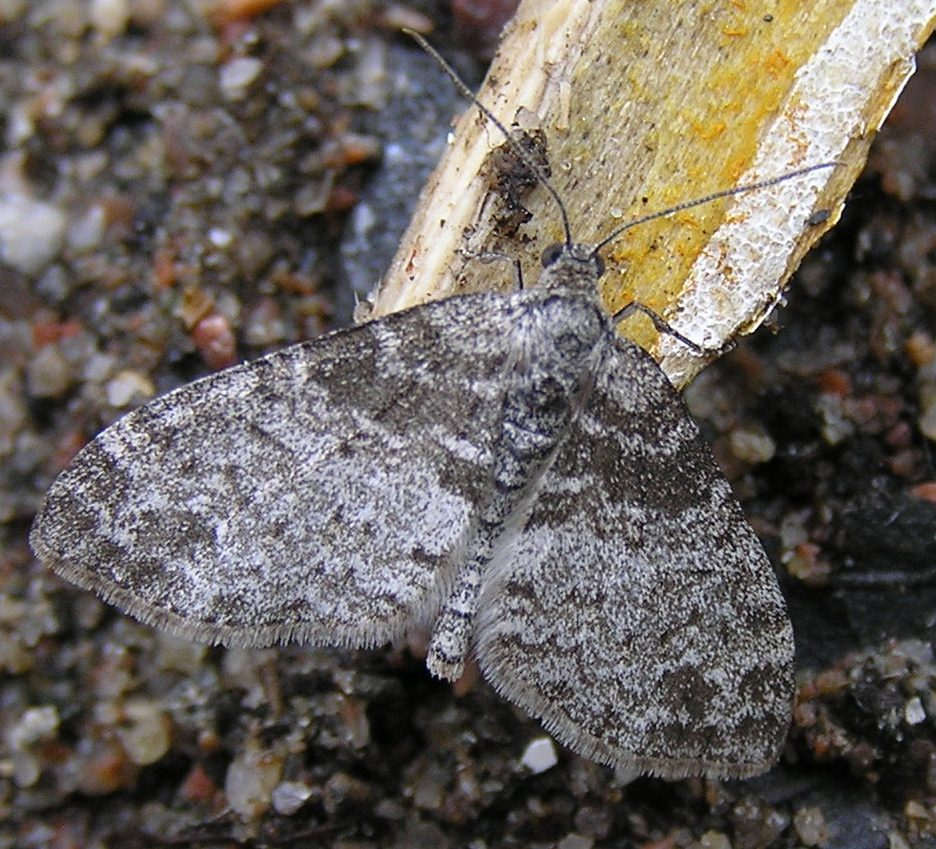
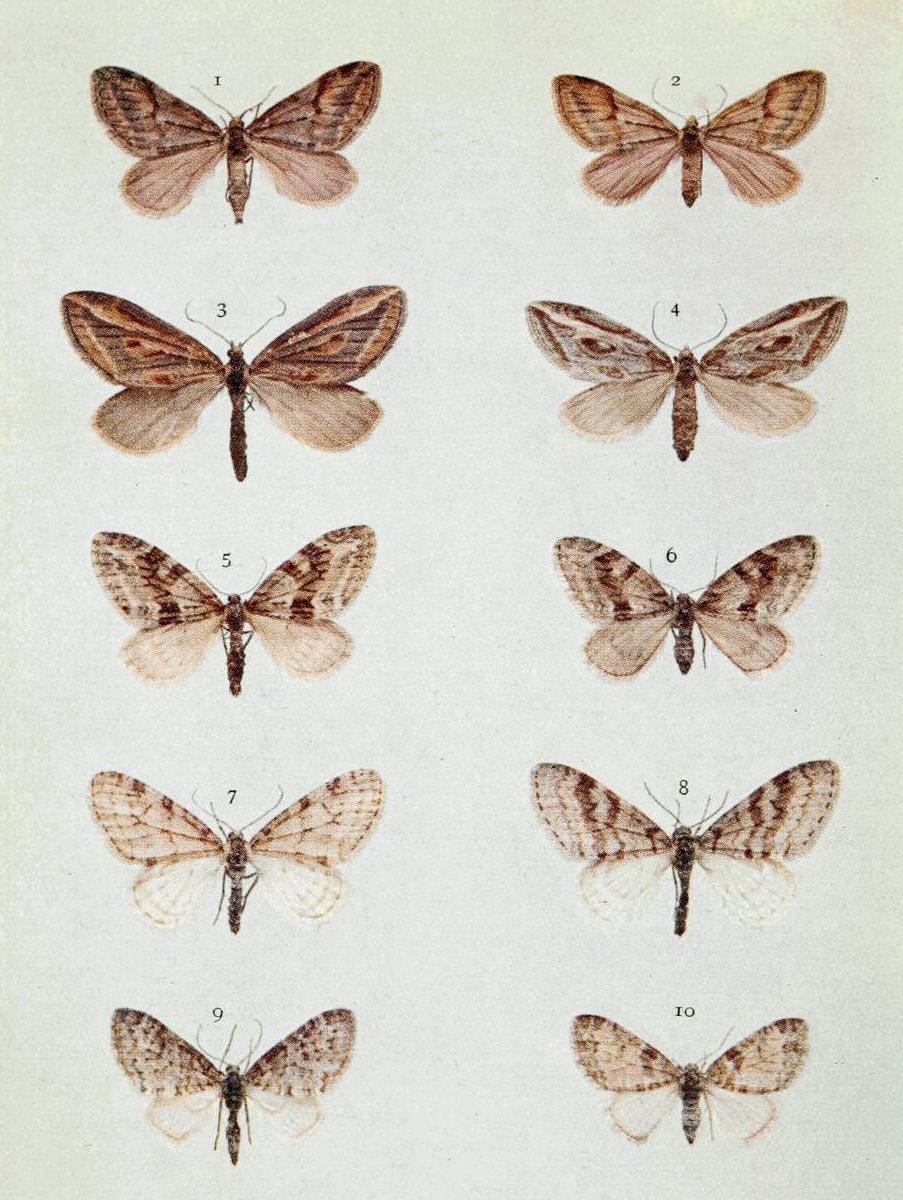